# Koeleria capensis
Koeleria capensis är en gräsart som beskrevs av Christian Gottfried Daniel Nees von Esenbeck. Koeleria capensis ingår i släktet tofsäxingar, och familjen gräs. Inga underarter finns listade i Catalogue of Life.